# Yécora (Sonora)
Yécora  es una localidad del Estado de Sonora, México. Se encuentra localizada al oriente del estado en la región de la sierra, cercana a los límites con el estado de Chihuahua.

## Historia
En 1673 el misionero jesuita Alonso Victoria fundó la población de San Ildefonso de Yécora; más tarde se le llamó la Trinidad, municipio del Distrito Judicial de Sahuaripa. Este municipio llevó el nombre de Trinidad hasta que el Decreto del 28 de agosto de 1916, expedido por el gobernador del estado Adolfo de la Huerta, cambió la cabecera al pueblo de Yécora, nombre que después se impondría al municipio. 
Fue incorporado a Sahuaripa el 26 de diciembre de 1930 y rehabilitado el 8 de abril de 1935.

## Geografía

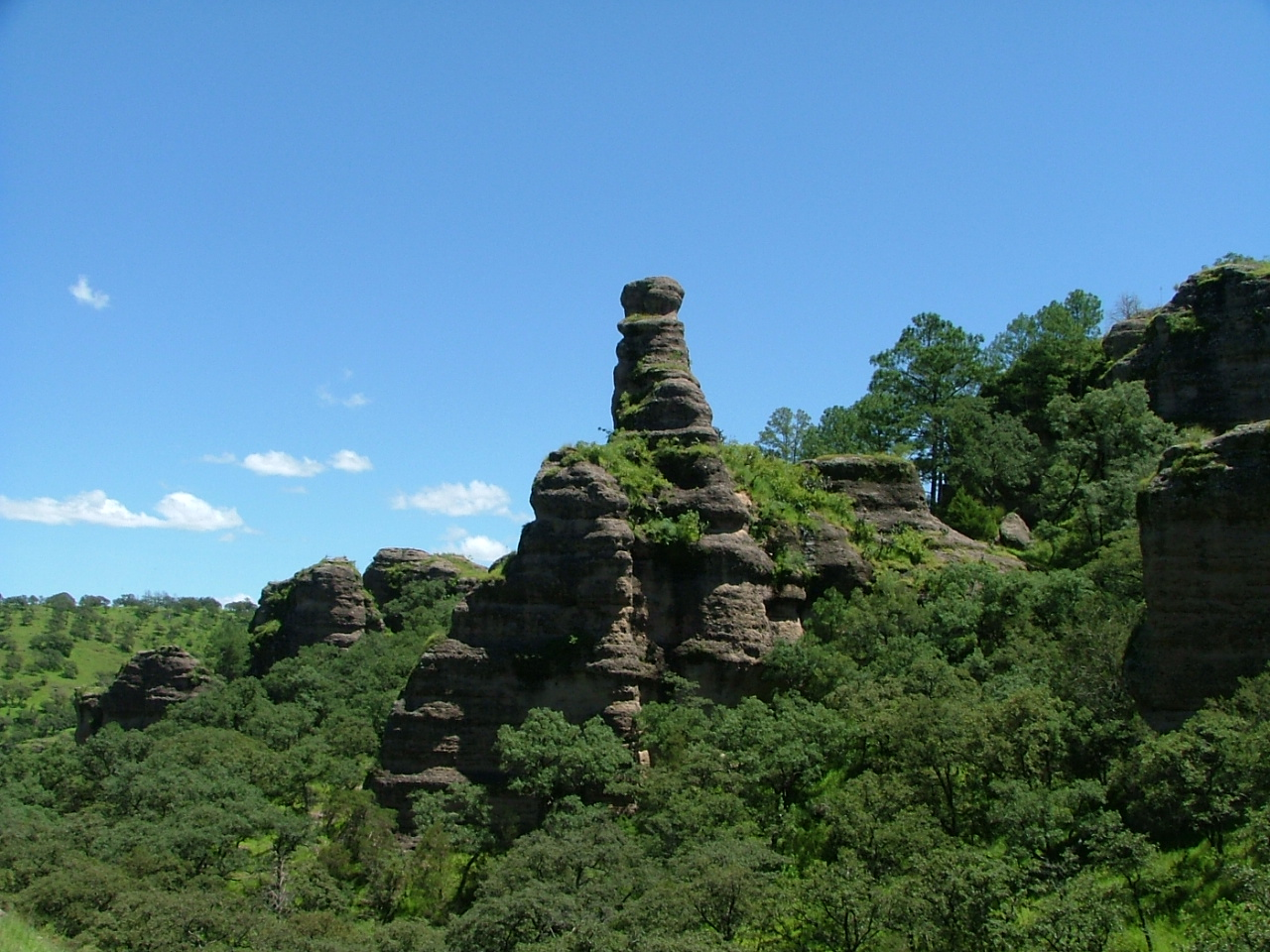
Formación rocosa en Yécora, Sonora.

Yécora se encuentra a más de 1500 metros de altura y se ubica a tan solo 11 kilómetros de la frontera con Chihuahua. Tiene aproximadamente 6089 habitantes.

## Monumentos

### Iglesia de San Francisco de Borja de Maycoba
La iglesia antigua de Maycoba fue fundada con el nombre de San Francisco de Borja en el año 1676. Sus primeros misioneros fueron jesuitas, entre ellos Matías Goñi. Ellos, además de su tarea evangelizadora en la región, introdujeron el ganado y diversos cultivos, y enseñaron técnicas agrícolas al pueblo pima.  
Hacia 1690 hubo una rebelión de los tarahumaras contra los españoles; quemaron las iglesias de Maycoba y Yécora y en sólo dos semanas las destruyeron. No se sabe si las volvieron a construir o si se quedaron en ruinas, pues eran tan gruesas las paredes de adobe que no se desbarataron completamente. La parte menos dañada se siguió utilizando por los padres jesuitas hasta 1767, cuando fueron expulsados de la Nueva España y las misiones pimas pasaron a manos de los franciscanos.

#### Reconstrucción de la nueva iglesia
Desde que el padre David Beamount en 1990 llegó a Maycoba, lo que más le pedían los pimas era reconstruir la iglesia. Para realizar este proyecto debió viajar varias veces para recabar ayuda económica de la Comisión Federal de Electricidad, el INI, el INAH, Culturas Populares y autoridades de la Iglesia católica, así como conseguir el permiso de construcción y que los arquitectos vinieran a verla.
La iglesia antigua fue edificada por las manos de los pimas en 1676; los adobes fueron hechos por ellos mismos. De ahí el padre David logró que la volvieran a construir los actuales pimas. Se hicieron cerca de 5 mil adobes como los anteriores con el mismo proceso de antaño, para levantar una primera parte del santuario. Se tomó la forma original de la fundación y de ahí se siguió la reconstrucción: igual tamaño y grosor de las paredes de cerca de dos metros de ancho, con una altura de tres metros y medio. El esfuerzo de estos pimas como albañiles fue intenso, sobre todo porque ellos querían su iglesia de vuelta en este siglo, donde gran parte de sus tradiciones estaban a punto de extinguirse.

### Antiguas cuevas pimas
Hay cerca de 40 cuevas en toda la región entre Yécora y Maycoba, donde en épocas pasadas vivían los pimas; allí hacían sus oraciones y sus rituales. Aún hay familias que las habitan. Se han descubierto en ellas restos de huesos, ollas, metates, guaris (petates), y otros objetos domésticos; también entierros muy antiguos, como el de los Pilares, donde vivió una familia numerosa.
Hay cuevas de enorme tamaño, así como pequeñas, donde sólo cabe un cuerpo. Todas son sagradas, porque conservan su pasado: la cueva de la Pinta, donde hay pinturas rupestres. los restos de un pima muy antiguo.

#### Las momias de Yécora
En dos de las cuevas yecorenses fueron encontradas sendas momias de individuos del grupo étnico pima bajo;  la primera en 1959, de sexo masculino, localizada en la cueva "La Tuna" por unos hermanos de apellido Jaime: Teófilo y José. En ese año fue trasladada al Museo Regional de Sonora, ubicado en la capital estatal, Hermosillo. La segunda momia, de sexo femenino y probablemente embarazada, fue hallada en 1964 en la cueva "Cecilia", por Severiano Manjarrez. En 1965 fue llevada al referido museo.

## Comunicaciones y transportes

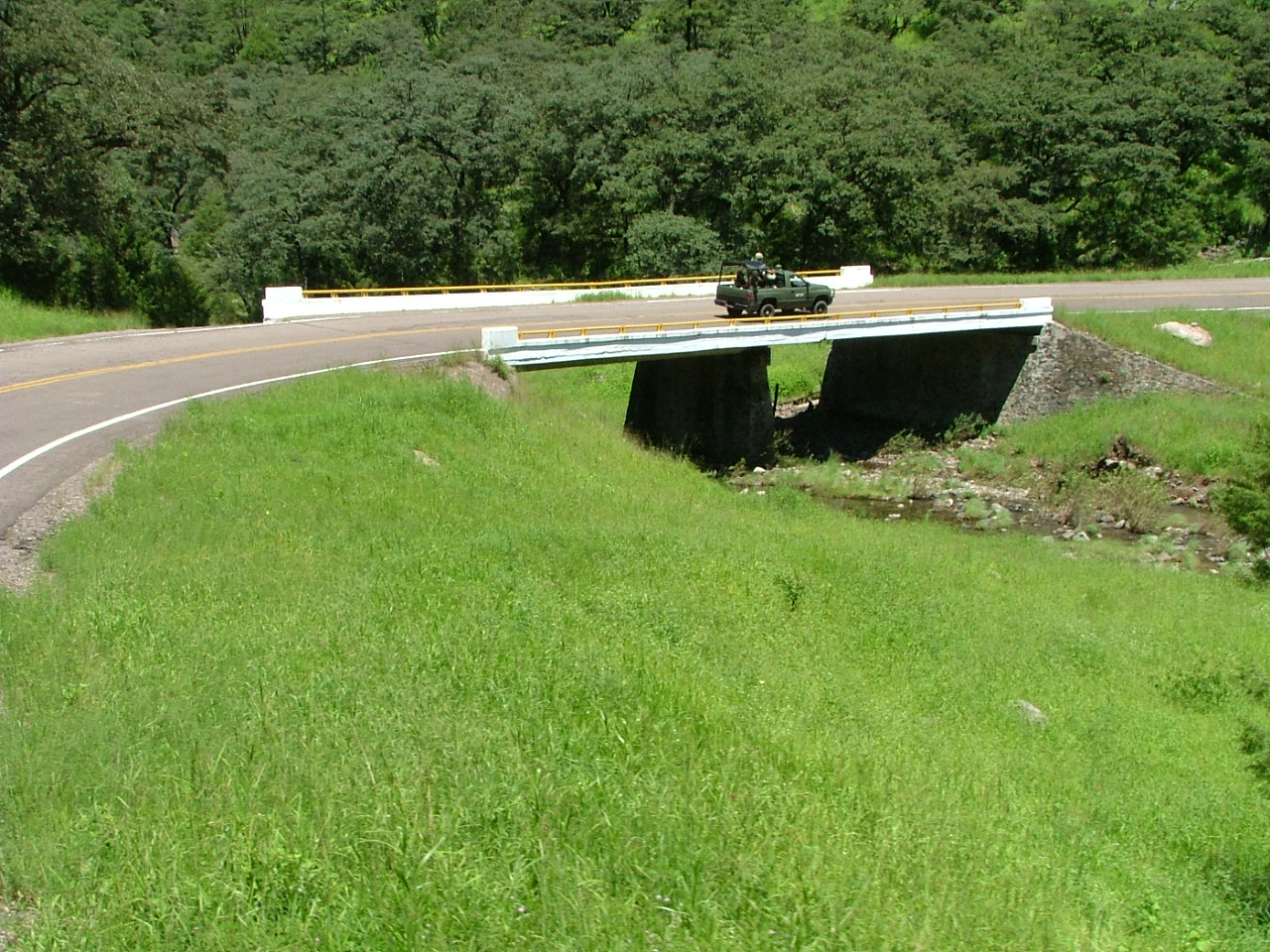
Carretera Hermosillo - Yécora - Chihuahua

El municipio está comunicado con una carretera pavimentada que va de Hermosillo - Yécora - Chihuahua. Existe también una vía terrestre que parte de San Nicolás - Rosario Tesopaco - Ciudad Obregón. Así como caminos vecinales que requieren constante mantenimiento, principalmente en época de lluvias. 
El transporte de pasajeros se efectúa con vehículos privados y el de carga se dedica a la producción silvícola.
Hay una administración de correos, una agencia de telégrafos. Además se presta el servicio de radiotelefonía incorporado a la red telegráfica del Estado.  
En el año de 1992 se instaló una estación terrestre de microondas, la cual capta la señal de televisión, principalmente el canal de televisión rural mexicana y el canal 2 y 5 de la Ciudad de México.

## Economía
En los límites del Estado de Sonora y en las estribaciones de la Sierra Madre Occidental, Yécora es un mundo aparte de Sonora.

### Turismo
Con clima variado de hasta 20 grados centígrados en julio y agosto, nevadas y fuertes heladas ocasionales entre febrero y marzo, es un paraíso para los amantes del turismo cinegético. Esta actividad económica empezó a desarrollarse en el municipio a partir de la terminación de la carretera interestatal Hermosillo - Chihuahua.                  
En esta zona podrá llegar a la reserva ecológica “El Campanero”, una combinación de bosques de coníferas y pináceas; aquí a la diversidad ecológica se agrega también la diversidad de paisajes, en cuestión de minutos el visitante puede pasar del bosque de pinos al bosque tropical.
El municipio cuenta en la actualidad con 5 hoteles c, situados en la cabecera municipal y varios conjuntos de cabañas enclavadas en el bosque de coníferas que rodea al núcleo poblacional.

### Agricultura

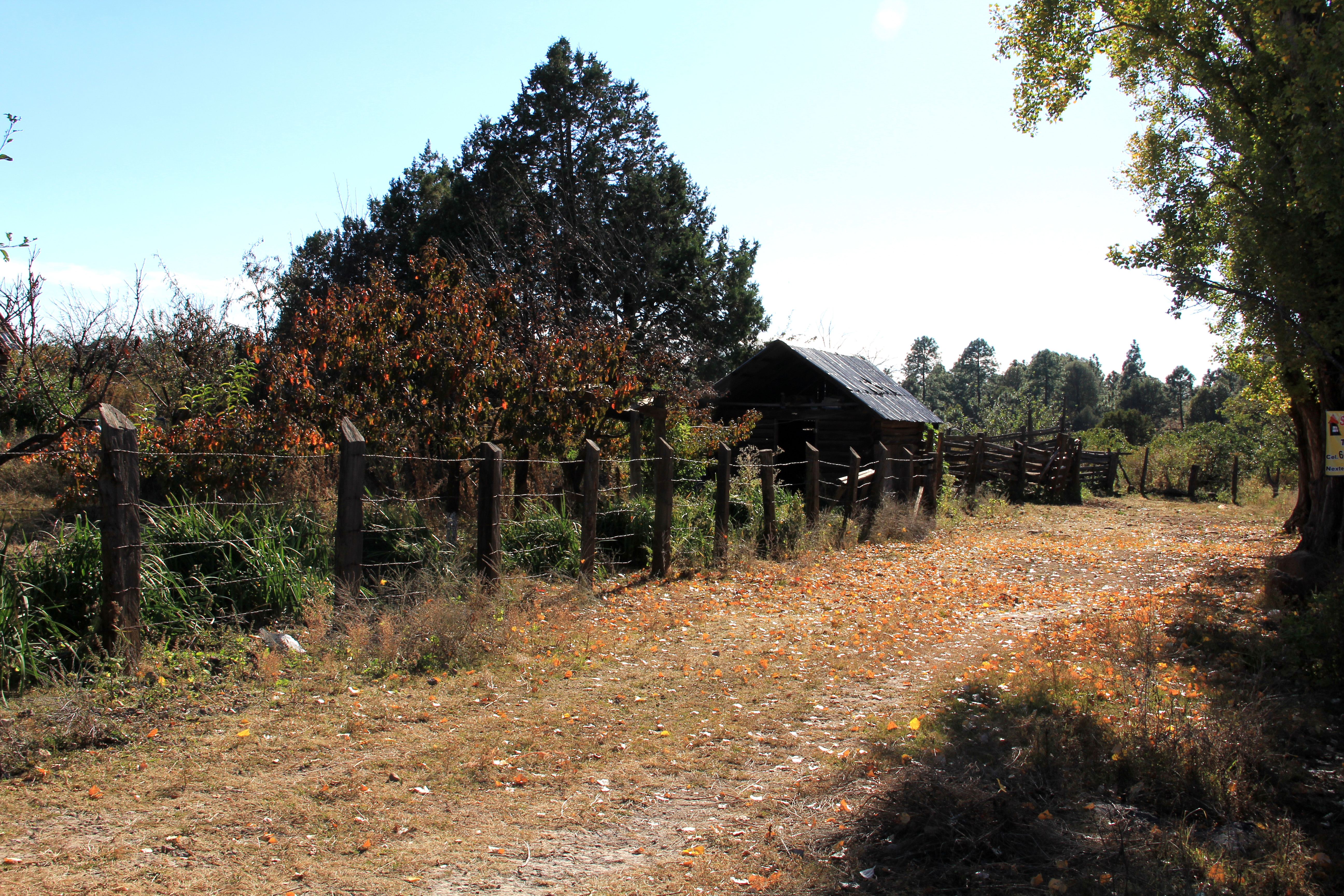
Mesa del Campanero, Yécora, Sonora

- Se cultiva una superficie de 4584 hectáreas, de las cuales el 93 por ciento son terrenos de temporal, predominando una topografía accidentada por lo que la actividad es limitada.

- Los principales cultivos son el maíz, frijol, papa y cultivos perennes. La producción de básicos que se obtiene se destina principalmente para el autoconsumo, utilizando tecnología rudimentaria, obteniéndose niveles muy bajos de productividad.

- Con respecto a la fruticultura se realiza principalmente en la región de la Mesa del Campanero, la Mesa de los Fraijos y la Mesa de los Coronados, donde se encuentran establecidos huertos de manzana y durazno, con una producción anual aproximada de 1300 toneladas.

### Extracción de productos del bosque

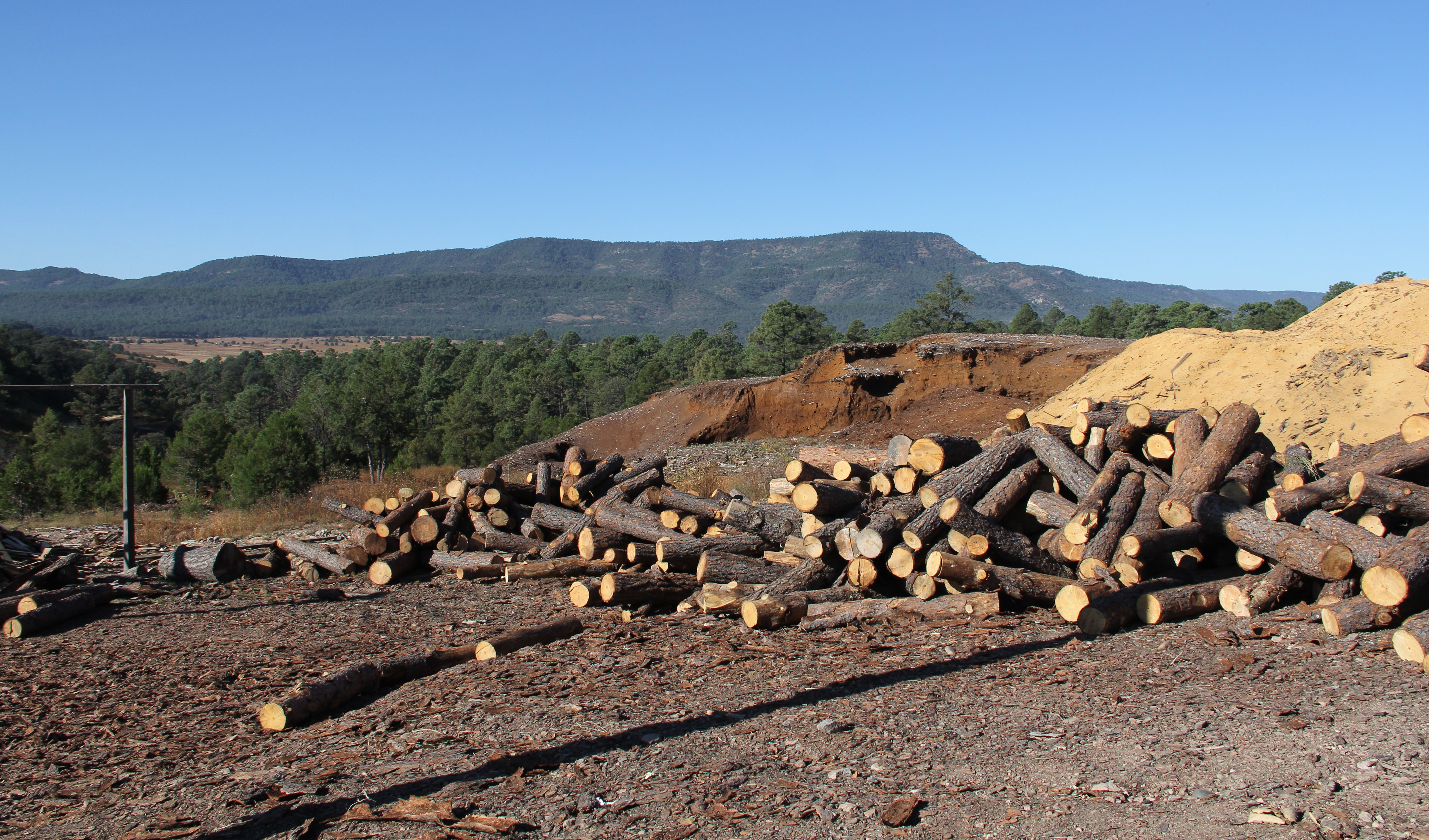
Aserradero en Yecora, Sonora.

La actividad forestal para el municipio es económicamente relevante y se basa en la explotación de pino y encino en un área de bosque de 21 625,3 hectáreas, con una producción anual de 13 053 metros cúbicos de coníferas y 250 metros cúbicos de latifoliados. El municipio cuenta con 6 aserraderos y 2 cuarteadoras que son una fuente importante de empleo. 
El uso de los productos de bosque ha sido de largo la actividad económica más importante del sierra Madre. Los indígenas de Pima de la montaña utilizaron tradicionalmente el pino para construir casas con las azoteas de la ripia (tableta).
La primera serrería fue construida en Mesa del Campanero en 1935 y en el EL Kípor en 1973. Estos molinos cortaban sobre todo pinos porque la madera de roble es tan dura que dañó las láminas de sierra. Esto conduce a la visión general que la madera de pino era más valiosa que el roble, contrario de la opinión en los Estados Unidos donde está valiosa y estimada la madera de roble para los pisos finos de los muebles y de la madera dura. Siete de las 11 especies de los pinos sabidos del Municipio de Yécora son bastante grandes ser cosechados para la madera de construcción aunque pino de Apache (Pinus engelmannii) y el pino de Yécora se utiliza lo más comúnmente posible. Con la terminación de MEX 16 y demanda creciente para la madera de construcción en burgeoning Obregón, Hermosillo, y Chihuahua "copia más oscura", el corte de los pinos crecientes. La serrería en el EL Kípor se cerró en 2001. Sin embargo, la mayoría de las serrerías en el área de Yécora se cerraron en mayo de 2003 porque no hay pinos grandes. El molino en el Ejido de Yécora es el único un alambique que trabaja cosechando árboles de cuestas cada vez más escarpadas. Un molino pequeño de la especialidad en Yécora todavía producía los postes cuadrados de una pulgada en agosto de 2003. Así tomó 68 años y una carretera pavimentada para cosechar los árboles primeros del pino de esta porción del sierra Madre Occidental en Sonora del este.
Cerca de 1997, los robles comenzaron a ser cosechados en una escala grande. Los registros eran llevados una planta cerca de Anáhuac, Chihuahua, para utilizar la pulpa para hacer el papel. La planta fue pensada para haber sido desarrollada como proyecto del banco mundial, y tiene una capacidad enorme. Hay 14 especies de los robles y de seis híbridos sabidos del Municipio. Todas las especies eran cosechadas incluyendo individuos hasta 1,8 metros de diámetro. Los ramas ajustados fueron dejados en el bosque que aumentaba el riesgo de los fuegos del bosque. En marcha de 1998, José Onésimo, Gobernador de la montaña Pimas en Maycoba, dijo que la compañía de registración de Chihuahua compraba robles en 17 Pesos (1,99 dólares)/ton. él los paró y la levantaron a 58 Pesos (los robles de 6,79 $)/ton. eran cortados del ejido y de la tierra privada, mucho más de 500 años de edad. Él dijo que cuatro o cinco árboles grandes rindieron una tonelada de madera y el hombre podría cortar seis o siete árboles en un día. Sospechamos que los árboles cargan realmente mucho más que pensamiento y era el Pimas pagó mal sistemáticamente. El Pimas ganado como hombre podría los registros del corte alquilando sus caballos para acarrear los registros para 500 a 600 pesos (58,59 a 70,60 dólares por semana). Colocar esto en contexto, el salario mínimo oficial en Ciudad de México era 34,45 Pesos (4,03 dólares por día) y aunque pudo haber sido levemente más alta en México norteño. Así los trabajadores de Pima ganaban un dinero aceptable para su trabajo según estándares locales, pero recibían muy poco por la madera en sí misma.

### Producción del carbón de leña cerca de Maycoba, Sonora
Varias áreas que era el tamaño de un campo de futbol despejaron en el borde de Maycoba para almacenar registros. En 1999, una máquina que desembarcaba fue traída adentro de Canadá para pelar los registros. La corteza fue descargada en los arroyos secos próximos que pronto se convirtieron en descargas salvajes de la basura. Los taninos serán lixiviados de la corteza y lavados en el río Maycoba por muchos años. Río abajo el río pasa con una serie de barrancas rocosas que todavía apoyen a población de river otters/perro de agua (Lutra canadensis). El Pimas piensa que el ambiente cerca de Maycoba ha desecado porque los árboles fueron cortados cerca del arroyo. En cerca de 2001, la exportación de la madera de roble a Chihuahua para la pulpa terminada. Sin embargo, los árboles todavía están siendo cosechados por el Pimas en Maycoba y mestizos en Yécora para hacer el carbón de leña. El carbón de leña se transporta a Ciudad Chihuahua o Hermosillo, y es probable ser exportado a los Estados Unidos.
Virtualmente toda la explotación de estos árboles se ha hecho sin estudiar la ecología de los bosques antes de la registración.  Afortunadamente, ningunas de las áreas han sido corte claro, toda la especie del árbol todavía está presente, y estos bosques diversos tienen capacidad excelente para la regeneración. Con el énfasis inicial en pinos de registración, la abundancia de robles en el bosque del pino-roble creciente. Con la cosecha intensa de robles en años recientes, las composiciones de los bosques futuros cambiarán probablemente substancialmente. 

### Ganadería
Se desarrolla en una superficie de 305 000 hectáreas de agostadero, con una población de 33 814 cabezas de ganado bovino.

### Industria
Ocupa el segundo lugar en la economía del municipio, generando 343 empleos que representan el 28 por ciento de la población ocupada. Los establecimientos existentes son una fábrica de cajones de madera, una de tablas y mangos para escoba, una planta envasadora de champiñones y una fábrica productora de mermeladas en la Mesa del Campanero. Existe un gran potencial en el sector industrial con grandes posibilidades de crecimiento, principalmente en el ramo forestal.

## Flora
Las familias con el número más grande de taxa son el Asteraceae (Compositae , 251), Poaceae (Gramineae, 188), Fabaceae (leguminosas , 177), y Euphorbiaceae (57). Esto es típico de floras templados y de semejante a los bosques de hojas caducas tropicales que tienen mayores números de legumbres. (la vegetación tropical ocurre debajo de 1000 m en el Municipio de Yécora.) Los géneros más numerosos son Muhlenbergia (34, una hierba), euforbio (31, spurges), Dalea (22), el quercus (14 más 6 híbridos, robles), Cheilanthes (16, ferns), y Salvia (20, mentas). Otras plantas interesantes en el área incluyen milkweeds, los cactos, las begonias ( begonia spp.), el cimarrón del perico ( pavoniana de Tigridia ), el hydrangea salvaje ( seemannii de Hydrangea ), lirios), agaves, y orquídeas. Sobre 30 especialistas taxonómicos ayudó con las identificaciones de la especie y los especímenes se han depositado en muchos herbaria en los Estados Unidos y el México. 
Un total de 188 taxa de la hierba en 60 géneros fue registrado. Con la especie adicional esperada en el Municipio, el total del potencial de 222 taxa refleja una de las diversidades más altas de la hierba de México. 
El número de los taxa de la hierba aumentó con la elevación y la precipitación. Muchos (el 43%) de los taxa de la hierba fueron restringidos para escoger tipos de la vegetación, lo más comúnmente posible en bosques de hojas caducas o del pino-roble tropicales. Las publicaciones anuales fueron encontradas para ser menos comunes que perennials. La mayoría de las hierbas son las especies nativas (el 86%). Las únicas especies introducidas que son amenazas ecológicas son buffelgrass (ciliare de Pennisetum) en las tierras bajas tropicales y la hierba natal (repens de Melinis) en arbolado del prado y del roble.  

### La Ciénega De Camilo: un hábitat amenazado
Maycoba es una ciudad en el centro del área del indígena de Pima de la montaña. En la lengua de Pima, Maycoba significa una serpiente en el agave. En el lado opuesto de la barranca, no visible de la carretera, descubrieron la Ciénega de Camilo, un resorte muy inusual cubierto con Sphagnum (una planta esfagnínea), ¡el musgo que forma pantanos de la turba en Canadá y Europa! Los peatmoss de Camilo fueron identificados más adelante como palustre del S., la especie del tipo para el género Sphagnum descrito por Linnaeus en 1753 de una colección europea. Aunque siete especies de Sphagnum se han divulgado para México, sobre todo en los estados del sudeste de Hidalgo, de Oaxaca, y de Veracruz, el único expediente de México norteño era una colección 1937 de squarrosum del S. de Chuichupa cercano, Chihuahua, norte-noreste de cerca de 145 kilómetros de Camilo.
El Sphagnum filtra en la Ciénega de Camilo en un área de 0,2 kilómetros cuadrados es un hábitat único para Sonora y el sierra norteño Madre.207 especies en 63 familias (apéndice 4). Las familias con el número más grande de la especie son el Compositae (41 especies), leguminosas (24 especies), y Gramineae (21 especies). De la especie encontró en Camilo, 40,1% no alcanzan el Arizona o México nuevo, 15,0% son raros o restrictos en Sonora, y solamente 2,9% son extranjeros. Vea a Van Devender et al. (2003). El Ciénega de Camilo con su hábitat único de la turba, flora diversa, y su potencial paleoecological está en la necesidad urgente de la protección. 
Referencias
Van Devender, T. R., A. L. Reina G., M. C. Peñalba G., y C. I. Ortega R. 2003. La Ciénega de Camilo: Un hábitat amenazado en la Sierra Madre Occidental, en el oriente de Sonora, México. Madroño 50:187-195.

## Fauna
El bosque de hojas caducas tropical apoya una fauna maravillosamente diversa que se extiende del tigre carismático, loros jay, insectos y de otros invertebrados incluyendo un cangrejo de agua dulce. Los reptiles interesantes en bosque de hojas caducas tropical incluyen la serpiente de la leche, serpiente de tierra,y serpiente de cascabel del oeste mexicana de la costa. El armadillo de nueve cintas (Dasypus novemcinctus) alcanza sus límites distribucionales del noroeste.
Algunos animales encontraron en otros hábitat. Animales que también se encuentran en thornscrub y el desierto de Sonoran incluye la tierra baja madriguera el treefrog (fodiens de Pternohyla), de TDF sapo estrecho-articulado Sinaloan (mazatlanensis) Gastrophryne olivacea, sapo de Mazatlán (mazatlanensis) de Bufo, tortuga del desierto (Gopherus agassizi; Entierro et al. 2002), lagarto de cuernos real (Phrynosoma solare), constrictor de la boa (constrictor de la boa), serpiente de la noche (torquata de Hypsiglena), serpiente de cascabel del tigre (tigris de Crotalu), y otras (Schwalbe y Lowe 2000). En algunos animales tenga gusto de la serpiente long-nosed (lecontei de Rhinocheilus),  Los escorpiones venenosos (Helodermatidae) son los únicos lagartos venenosos en el mundo. En Sonora meridional, el lagarto moldeado (horridum de Heloderma) es substituido por el monstruo de Gila (suspectum del H.).

## Clima
Yécora cuenta con un clima templado subhúmedo, que en Sonora solo se encuentra en los límites con el estado de Chihuahua. La temperatura media anual se encuentra en los 13 °C. Los meses más calurosos son junio, julio y agosto, donde las temperaturas pueden llegar hasta los 42 °C. Mientras que los más fríos son diciembre, enero y febrero donde se han registrado -14.5 °C.
A continuación, se muestra una tabla con las normales climatológicas de Yécora. Estos datos fueron recopilados de la página del Servicio Meteorológico Nacional.
| Parámetros climáticos promedio de Yécora, Sonora (1981-2010), extremas (1967-presente) | Parámetros climáticos promedio de Yécora, Sonora (1981-2010), extremas (1967-presente) | Parámetros climáticos promedio de Yécora, Sonora (1981-2010), extremas (1967-presente) | Parámetros climáticos promedio de Yécora, Sonora (1981-2010), extremas (1967-presente) | Parámetros climáticos promedio de Yécora, Sonora (1981-2010), extremas (1967-presente) | Parámetros climáticos promedio de Yécora, Sonora (1981-2010), extremas (1967-presente) | Parámetros climáticos promedio de Yécora, Sonora (1981-2010), extremas (1967-presente) | Parámetros climáticos promedio de Yécora, Sonora (1981-2010), extremas (1967-presente) | Parámetros climáticos promedio de Yécora, Sonora (1981-2010), extremas (1967-presente) | Parámetros climáticos promedio de Yécora, Sonora (1981-2010), extremas (1967-presente) | Parámetros climáticos promedio de Yécora, Sonora (1981-2010), extremas (1967-presente) | Parámetros climáticos promedio de Yécora, Sonora (1981-2010), extremas (1967-presente) | Parámetros climáticos promedio de Yécora, Sonora (1981-2010), extremas (1967-presente) | Parámetros climáticos promedio de Yécora, Sonora (1981-2010), extremas (1967-presente) |
| Mes                                                                                    | Ene.                                                                                   | Feb.                                                                                   | Mar.                                                                                   | Abr.                                                                                   | May.                                                                                   | Jun.                                                                                   | Jul.                                                                                   | Ago.                                                                                   | Sep.                                                                                   | Oct.                                                                                   | Nov.                                                                                   | Dic.                                                                                   | Anual                                                                                  |
| -------------------------------------------------------------------------------------- | -------------------------------------------------------------------------------------- | -------------------------------------------------------------------------------------- | -------------------------------------------------------------------------------------- | -------------------------------------------------------------------------------------- | -------------------------------------------------------------------------------------- | -------------------------------------------------------------------------------------- | -------------------------------------------------------------------------------------- | -------------------------------------------------------------------------------------- | -------------------------------------------------------------------------------------- | -------------------------------------------------------------------------------------- | -------------------------------------------------------------------------------------- | -------------------------------------------------------------------------------------- | -------------------------------------------------------------------------------------- |
| Temp. máx. abs. (°C)                                                                   | 28.0                                                                                   | 33.5                                                                                   | 34.5                                                                                   | 40.5                                                                                   | 39.0                                                                                   | 42.5                                                                                   | 38.0                                                                                   | 36.5                                                                                   | 38.5                                                                                   | 34.0                                                                                   | 31.0                                                                                   | 30.5                                                                                   | 42.5                                                                                   |
| Temp. máx. media (°C)                                                                  | 17.6                                                                                   | 18.3                                                                                   | 20.7                                                                                   | 24.4                                                                                   | 28.3                                                                                   | 31.0                                                                                   | 28.6                                                                                   | 28.0                                                                                   | 27.6                                                                                   | 24.7                                                                                   | 20.4                                                                                   | 17.8                                                                                   | 24.0                                                                                   |
| Temp. media (°C)                                                                       | 7.0                                                                                    | 7.9                                                                                    | 9.8                                                                                    | 13.2                                                                                   | 17.1                                                                                   | 21.4                                                                                   | 21.7                                                                                   | 21.3                                                                                   | 19.9                                                                                   | 15.2                                                                                   | 9.9                                                                                    | 7.1                                                                                    | 14.3                                                                                   |
| Temp. mín. media (°C)                                                                  | -3.6                                                                                   | -2.6                                                                                   | -1.1                                                                                   | 2.1                                                                                    | 5.9                                                                                    | 11.9                                                                                   | 14.9                                                                                   | 14.5                                                                                   | 12.3                                                                                   | 5.7                                                                                    | -0.7                                                                                   | -3.5                                                                                   | 4.7                                                                                    |
| Temp. mín. abs. (°C)                                                                   | -13.0                                                                                  | -13.5                                                                                  | -10.0                                                                                  | -6.0                                                                                   | -5.0                                                                                   | 3.5                                                                                    | 2.0                                                                                    | 2.0                                                                                    | 1.0                                                                                    | -5.0                                                                                   | -9.5                                                                                   | -14.5                                                                                  | -14.5                                                                                  |
| Precipitación total (mm)                                                               | 41.1                                                                                   | 41.3                                                                                   | 20.1                                                                                   | 11.5                                                                                   | 12.9                                                                                   | 68.9                                                                                   | 250.0                                                                                  | 251.0                                                                                  | 115.8                                                                                  | 51.1                                                                                   | 26.0                                                                                   | 54.3                                                                                   | 944.0                                                                                  |
| Días de precipitaciones (≥ 0.1 mm)                                                     | 3.8                                                                                    | 3.2                                                                                    | 2.0                                                                                    | 1.4                                                                                    | 1.8                                                                                    | 6.8                                                                                    | 20.1                                                                                   | 18.6                                                                                   | 9.9                                                                                    | 3.9                                                                                    | 2.4                                                                                    | 3.4                                                                                    | 77.3                                                                                   |
| Fuente: Servicio Meteorológico Nacional. Actualizado el 3 de mayo de 2017.             |                                                                                        |                                                                                        |                                                                                        |                                                                                        |                                                                                        |                                                                                        |                                                                                        |                                                                                        |                                                                                        |                                                                                        |                                                                                        |                                                                                        |                                                                                        |

## Arte y tecnología indígena
- Fibras pima.
- El Encinal, Yecora, Sonora.
- Nombre del objeto. Petaca.
- Descripción. Cesto cilíndrico, color natural.
- Técnicas y materiales. Tiras de palma real, tejido doble asargado 2:1 en la base y parte superior, petatillo en la parte inferior, orilla de tira volada.
- Dimensiones. Altura 23', diámetro 22', espesor 0'.
- Funciones. Uso cotidiano como tortillero, para guardar pinole o masa de nixtamal.